# Disney+
Disney+ est un service de vidéo à la demande par abonnement payant détenu et exploité par le groupe américain The Walt Disney Company, au travers de sa division Walt Disney Direct-to-Consumer and International, lancé en novembre 2019 en Amérique du Nord.
Le service propose principalement des films et des séries télévisées produits par The Walt Disney Studios et Walt Disney Television, comprenant des ensembles de contenus de Pixar, les Classiques d'animation Disney, Marvel, Star Wars, National Geographic et, depuis le 23 février 2021 dans plusieurs pays, les contenus de Star,. La plateforme propose des films inédits et des séries télévisées et d'autres fonds de catalogie comme Les Simpson de 20th Century Studios ainsi que des productions originales liées aux franchises cinéma ou télévisées, comme The Mandalorian de Star Wars, WandaVision de l'univers Marvel et Le Monde selon Jeff Goldblum de National Geographic,. La production de films et d'émissions de télévision en exclusivité débute fin 2017. 
Disney+ exploite la technologie développée par Disney Streaming Services, initialement créée sous le nom de BAMTech en 2015. En 2017, Disney augmente sa participation dans BAMTech et devient majoritaire,,. Avec le lancement d'ESPN+, spécialisé dans la diffusion de sport au début de 2018,,,,, Disney préfère dès lors exploiter ses propres technologies. 
Disney+ est lancé le 12 novembre 2019 aux États-Unis, au Canada et aux Pays-Bas. Disponible dans certains pays européens, dont la France, en mars 2020,, puis en Inde en avril via le service Disney+ Hotstar,,,. Le service est disponible dans d'autres pays européens à partir de septembre 2020 puis en Amérique latine, en novembre de la même année,,. Lors de son lancement, Disney+ est critiqué pour des problèmes techniques et l'absence de certains contenus. Les modifications artistiques apportées aux films et aux émissions de télévision font également réagir les médias,,.
Les concurrents de la plateforme Disney+ sont principalement Netflix, Prime Video, HBO Max ou France.tv,,. Dès son premier jour d'exploitation, Disney+ compte dix millions d'utilisateurs,,, et bénéficie d'une forte croissance avec 14 millions d'abonnés supplémentaires au printemps 2022. Au 18 janvier 2024, le service obtient 129,8 millions d'abonnés payants dans le monde,.

## Historique
Dès 2000, la première projection publique de cinéma numérique d'Europe est réalisée, par Philippe Binant, en France pour la sortie de Toy Story 2. Avec l'abandon du 35 mm, le cinéma numérique permet alors la diffusion des films sur les plateformes numériques.
En juillet 2016, The Walt Disney Company acquiert un tiers de l'action de BAMTech pour un milliard de dollars, avec une option pour acquérir une participation majoritaire. Le 8 août 2017, Disney augmente sa participation dans la société à hauteur de 75 % pour un montant de 1,58 milliard de dollars. Grâce à cet achat, la société veut proposer aux consommateurs un service de vidéo à la demande exploitant la technologie de BAMTech, après que Disney a mis fin au contrat de distribution avec Netflix en 2020,. Le 9 novembre 2017, Robert Iger, président-directeur général de The Walt Disney Company, annonce un tarif inférieur à celui de la concurrence, notamment en raison d'un catalogue plus faible, mais aussi la production d'une série en prise de vues réelles de la franchise Star Wars, d'une autre série Marvel et des productions liées aux franchises High School Musical et Monstres et Cie,. En décembre 2017, Disney annonce son intention d'acquérir les actifs de divertissement de 21st Century Fox, dans le cadre d'une transaction de plus de 50 milliards de dollars. Cette acquisition vise à lourdement renforcer le portefeuille de contenus de Disney pour ses produits de streaming,. BAMTech nomme Kevin Swint, vice-président et directeur général de Disney, responsable du futur service de streaming en janvier 2018 et Agnes Chu chargée de la programmation de l'exécutif.

### 2018-2019: Achats, productions et réorganisations en vue du lancement
Le 14 mars 2018, Disney+ est transféré, avec BAMTech et ESPN+, dans la filiale nouvellement formée Walt Disney Direct-to-Consumer and International,. Le 22 mars 2018, le nom de la plateforme Disney+ est révélé. Le 28 juin 2018, Ricky Strauss devient le nouveau responsable du projet. Le 27 juillet 2018, Disney officialise le rachat de 21st Century Fox pour un montant de 71,3 milliards de dollars. Le 29 août 2018, Variety rectifie son dossier regroupant les informations disponibles sur le futur service de streaming de Disney publié le 21 août auquel il attribuait le nom de Disney  repris par erreur par plusieurs journaux,,,. Le 4 octobre 2018, Disney annonce que la série Star Wars sera intitulée The Mandalorian et basée sur les aventures d'un mercenaire Mandalorien. Le 8 novembre 2018, Disney annonce une seconde série Star Wars en plus de The Mandalorian pour son service Disney+ avec pour héros Cassian Andor interprété par Diego Luna. Le 9 novembre 2018, Disney dévoile le nom de son service de streaming prévu pour la fin 2019, Disney+, qui comprendra les productions Disney, Marvel Studios, Star Wars, National Geographic et Pixar tandis que Hulu, un service haut de gamme que Disney détient à hauteur de 60 % à la suite de son rachat de 21st Century Fox, devrait être développé à l'international. Ainsi, les deux fonctionneront en parallèle.
Le 13 janvier 2019, la presse affirme que les séries de Marvel Television, prévues pour le service Disney+, sont produites avec un budget unitaire de 100 millions de USD. Le 19 janvier 2019, The Walt Disney Company prévoit de présenter son service, concurrent de Netflix, le 11 avril. Le 5 février 2019, The Walt Disney Studios annonce que le film Captain Marvel sera le premier des studios Disney à être diffusé sur le service Disney+ et non sur Netflix,,. Le 7 mars 2019, le lancement du service Disney+ met un terme à la politique commerciale du Vault de Walt Disney Studios Motion Pictures en offrant l'intégralité du catalogue de films Disney en ligne au lieu de l'alternance de disponibilités-indisponibilités artificielles,,. Le 9 avril 2019, Disney annonce la série télévisée Monstres & Cie : Au travail dérivée de Monstres et Cie qui sera diffusée sur Disney+ en 2020,. Le 11 avril 2019, comme prévu en janvier, Disney détaille son offre Disney+. La date de disponibilité sera le 12 novembre 2019 au prix de 6,99 USD par mois pour, tout d'abord, 5 000 épisodes de séries télévisées auxquels s'ajouteront, durant la première année, 2500 épisodes et 500 films des archives. Le service proposera aussi le téléchargement des contenus pour un visionnage en mode hors connexion, ce qui engendre une pression supplémentaire sur le marché de la vidéo sur support DVD ou Blu-ray. L'intégralité des 30 saisons de la série Les Simpson et les nouveaux épisodes se retrouvent sur la plateforme en exclusivité.
Le 3 juin 2019, à la suite de l'annonce d'un investissement de News Corp dans Foxtel, la presse indique que son concurrent Nine Entertainment doit renouveler son contrat de contenu Disney pour son service Stan devant héberger Disney+ avant la fin de l'année 2019 et pourrait le perdre. Le 20 juillet 2019, Marvel Studios annonce, lors du Comic-Con, la série Loki pour le 7 mai 2021 sur Disney+ narrant les histoires du personnage Loki après qu'il a récupéré le Tesseract dans le film Avengers: Endgame. Le 6 août 2019, Disney confirme la disponibilité d'un abonnement couplé Disney+/ESPN+/Hulu à 12,99 USD par mois à partir du 12 novembre 2019. Le 19 août 2019, Disney annonce la même date de disponibilité de Disney+ au Canada et aux Pays-Bas que les États-Unis, soit le 12 novembre 2019, suivi le 19 novembre 2019 par l'Australie et la Nouvelle-Zélande,. Le même jour, afin de préparer l'arrivée de Disney+ en Australie, Disney recrute du personnel, 10 postes liés aux technologies de streaming ont été ouverts dans ses bureaux de Richmond en banlieue de Melbourne.
Le 23 août 2019, Kevin Feige et Marvel Studios annoncent, lors du D23 2019, la production de trois séries pour Disney+, en plus des quatre déjà en production, centrées respectivement sur Miss Hulk, Miss Marvel et Moon Knight,.
Le 11 octobre 2019, Disney annonce que le service de vidéo à la demande indien Hotstar, qui appartient à la société, s'occupera de distribuer le contenu de Disney+, l'entreprise ne souhaitant pas proposer le service en Inde.
Pour le 23 février 2021, Disney+ lance une section dans plusieurs pays baptisée « Star ». Le but étant d'élargir l'offre en films et en séries et de proposer des contenus plus adultes,.

### Novembre 2019: lancement

Logo de Disney+ de 2019 à 2024.

Le 8 novembre 2019, The Walt Disney Company annonce un lancement simultané le 31 mars 2020 pour la France, le Royaume-Uni, l'Allemagne, l'Italie et l'Espagne, mais en raison de la pandémie de Covid-19, le lancement en France est décalé d'une semaine et sort le 7 avril 2020. Le 12 novembre 2019, Disney+ retarde d'une semaine le lancement prévu le jour même à Porto Rico, qui sort le 19 novembre 2019.
Mi-mars 2020, quelques jours avant le lancement officiel en France, la direction de Disney+ fait part de sa volonté de bien lancer la chaîne initialement le 24 mars 2020. Ce lancement avait pourtant été remis en question par le gouvernement français qui lui demandait de reporter son arrivée en raison de l'encombrement du trafic des plateformes de streaming en pleine crise liée à la pandémie de Covid-19.
Le 2 avril 2020, Disney annonce la fusion en Inde sous le nom Disney+ Hotstar des services Hostar et de Disney+ pour permettre le lancement de ce dernier. Le lancement est prévu fin avril 2020 dans les territoires d'outre-mer (Antilles, Guyane, Nouvelle Calédonie, Wallis-et-Futuna) et à l'automne 2020 pour la Réunion, Mayotte et Maurice. Parfois couplé aux lancements du territoire français pour cause de sa proximité, le lancement en principauté de Monaco est prévu pour fin avril 2020, en même temps que les départements et régions français d'outre-mer.
En mai 2020, Kevin Mayer annonce quitter Disney+ pour rejoindre le chinois TikTok.
En juin 2020, la plateforme retire la période d'essai gratuite. La disparition complète de l'offre concerne tous les pays.

### Février 2021: lancement de Star
The Walt Disney Company a officiellement annoncé Star le 9 décembre 2020 lors de son événement Investor Day. Au cours de l'événement, il a été annoncé que Star se lancera en tant que sixième section de haut niveau dans l'interface Disney+. Des contrôles parentaux supplémentaires devraient être lancés parallèlement à l'introduction de Star. Bien que Star soit disponible sans frais supplémentaires pour les abonnés Disney+, son introduction coïncidera avec une augmentation de prix. Star a été lancé au Canada, en Europe occidentale, en Australie, en Nouvelle-Zélande et à Singapour le 23 février 2021, tandis que le service sera lancé en Europe de l'Est, à Hong Kong, au Japon, en Corée du Sud et dans d'autres pays d'Asie du Sud-Est plus tard dans l'année.
Les flux européens de Star Plus, Star Bharat et Star Gold ont été rebaptisés Utsav Plus, Utsav Bharat et Utsav Gold pour éviter toute confusion avec le hub de streaming. Aucun changement de nom pour les flux indiens n'a été annoncé.
Disney a pour projet d'enrichir la plateforme de 100 nouveaux titres par an.
Pour juillet 2021, Disney+ annonce l'arrivée de nombreux titres sur la plateforme comme Les Indestructibles 2 et Ant-Man et La Guêpe et bien d'autres.
Le 28 juillet 2021, Disney perd un procès au Brésil contre Lionsgate, propriétaire de la marque Starz et ne pourra pas utiliser le nom Star+ pour son projet de plateforme de streaming dissociée de Disney+ afin de respecter sa politique de contenu. Pour rappel, en France, Star est une catégorie ou un espace du service Disney+.
Le 29 juillet 2021, l'actrice Scarlett Johansson porte plainte contre Disney et sa filiale Marvel auprès de la cour supérieure de Los Angeles, estimant que la firme n'a pas respecté le contrat conclu entre les deux parties en choisissant de sortir simultanément le film Black Widow au cinéma et sur sa plate-forme de streaming Disney+. Cette décision implique une baisse des revenus de l'actrice, qui devait toucher un pourcentage des recettes du film au cinéma. Le lendemain, l'actrice Emma Stone envisage elle aussi de porter plainte à la suite de la sortie du film Cruella.
Le 29 mars 2022, Disney annonce les dates de disponibilités dans 42 pays à partir du 18 mai pour l'Afrique du Sud, le 8 juin pour le Moyen-Orient, le 14 juin pour l'Europe encore non desservie et le 16 juin pour Israël.
En février 2023, Bob Iger, le PDG du groupe, confirme pour la première fois la baisse du nombre d’abonnés sur Disney+. La plate-forme a ainsi perdu 2,4 millions d’abonnés pendant les trois derniers mois de l’année 2022 et a annoncé vouloir supprimer 7 000 emplois. Le service de streaming compte alors 161,8 millions d’abonnés dans le monde. Le groupe a rassuré les marchés avec des pertes opérationnelles moins élevées qu’attendu pour ses plates-formes de streaming (Disney+, ESPN+ et Hulu), à 1 milliard de dollars pour la période d’octobre à décembre 2022.
En Inde, Disney+ Hotsar, perd 20 millions d’abonnés payants entre octobre 2022 et août 2023, dont la moitié au cours des trois derniers mois de cette période à la suite de la perte des droits de diffusions des matchs de cricket organisés par l’Indian Premier League.
En décembre 2024, Disney intègre coup sur coup les services ESPN+ et Hulu dans Disney+, tous des filiales de Disney, le premier le 4 décembre, le second le 6 décembre.

## Programmation originale
Le service est construit autour du contenu des principaux studios de divertissement et de la bibliothèque de films et de séries de Disney, notamment Walt Disney Pictures, Walt Disney Animation Studios, Disneynature, Disneytoon Studios, Pixar,
Disney Television Animation,
Disney Channel Original Movie, Marvel Studios, Lucasfilm, National Geographic, 20th Century Animation, Blue Sky Studios et Saban Entertainment et des films et séries de BBC Television, 20th Century Studios, ABC Signature, Searchlight Pictures, Touchstone Pictures et Hollywood Pictures,. Le service fonctionne aux côtés de Hulu aux États-Unis, dans lequel Disney a acquis une participation majoritaire à la suite de son acquisition de 21st Century Fox, qui a servi à lourdement renforcer le catalogue de Disney+ avec presque tout ses actifs acquis,,. Avant l'ajout de la section Star qui offre du contenu adulte, Disney+ se concentrait spécifiquement sur le divertissement familial et ne proposait donc aucun contenu classé R, NC-17, ou TV-MA (déconseillés aux mineurs de moins de 18 ans),. Aux États-Unis seulement, Hulu, qui y est l'équivalent de Star, héberge également Disney+ en tant que service complémentaire étant donné qu'elle n'y est disponible que là-bas.

### Bibliothèque de contenu

Logo des productions Disney+ Original.

En mars 2020, Disney+ revendique un catalogue de 500 films et 300 séries et 26 créations Disney+ Originals, y compris des séries télévisées originales et des films de Disney Channel et Freeform et d'autres titres de 20th Television et ABC Signature. Les nouvelles sorties de 20th Century Studios telles que Les Incognitos, coproduit avec Blue Sky Studios (comme Netflix et Apple TV ) peuvent ne pas être immédiatement disponibles sur Disney+ ou Hulu, car le studio possède des accords de sortie préexistants avec d'autres chaînes de télévision et des fournisseurs de vidéo à la demande (y compris HBO aux États-Unis jusqu'en 2022, Crave au Canada et Sky au Royaume-Uni, en Irlande, en Italie et en Allemagne).
Il a été annoncé que Disney+ ajouterait les 30 premières saisons des Simpson au service au lancement, en tant que propriétaire exclusif des droits de diffusion de la série, la saison 31 étant ajoutée le 2 octobre 2020,, puis la saison 32 le 29 septembre 2021 aux États-Unis,.

### Star
Contrairement au reste du service qui propose du contenu familial et Tous publics, Star propose du contenu destiné à un public adulte. Elle propose les productions des différentes filières adulte du studios comme ABC Signature et 20th Television pour la télévision et Touchstone Pictures, Hollywood Pictures, 20th Century Studios et Searchlight Pictures pour le cinéma. Elle propose également une grande parties des productions télévisées des chaînes américaines appartenant à Disney comme ABC, FX, Freeform ou encore le service Hulu,,,.
En France, Star diffuse des séries et des films français appartenant à d'autres studios, sous licence. Néanmoins, en dehors de ces productions françaises, Star ne propose pas de productions n'appartenant pas à Disney, en France et dans le reste du monde. Le service ne propose pas non plus les séries produites par d'autres studios mais diffusées sur des chaînes Disney aux États-Unis (comme Pretty Little Liars sur Freeform ou The Handmaid's Tale : La Servante écarlate sur Hulu) car ce sont les studios qui les produisent qui disposent des droits globaux.

## Calendrier de lancement

Disponible
Disponible en tant que Disney+ Hotstar
Lancement attendu
Actuellement aucune annonce

| Dates             | Pays | Note |
| ----------------- | --- | --- |
| 12 novembre 2019  | États-Unis, Canada et Pays-Bas, | Une version Bêta test du service a d'abord été lancée le 12 septembre 2019 aux Pays-Bas, le rendant disponible là-bas avant les États-Unis. |
| 19 novembre 2019  | Australie, Nouvelle-Zélande, et Porto Rico, Île Norfolk, Île Christmas | Initialement prévu le 12 novembre, Porto Rico a été décalé d'une semaine.                                                                   |
| 24 mars 2020      | Autriche, Allemagne, Irlande, Italie, Espagne, Suisse et Royaume-Uni, Îles Malouines | Extension de Disney+ dans le reste de l'Europe.                                                                                             |
| 2 avril 2020      | Île de Man, Jersey et Guernesey | Diffusion dans la Couronne britannique. |
| 3 avril 2020      | Inde | Lancée en tant que Disney+ Hotstar. Premier pays asiatique le faisant venir sur le continent.                                               |
| 7 avril 2020      | France | Initialement prévu pour le 24 mars 2020. La plateforme a d'abord été diffusée dans l'Hexagone et en Corse.                                  |
| 9 avril 2020      | Afrique du Nord et Asie de l'Ouest | Disney+ commence à être populaire dans le reste de l'Eurasie et l'Afrique.                                                                  |
| 30 avril 2020     | Monaco, Wallis-et-Futuna, Nouvelle-Calédonie, Guadeloupe, Martinique, Saint-Martin, Saint-Barthélemy et Guyane | Diffusion sur le reste du territoire français et à Monaco.                                                                                  |
| 11 juin 2020      | Japon (original) | Première arrivée sur le Soleil levant. |
| 5 septembre 2020  | Indonésie, | |
| 15 septembre 2020 | Belgique, Portugal, Danemark, Finlande, Islande, Norvège, Suède et Luxembourg , Groenland, Îles Åland | Deuxième extension de la plateforme en Europe.                                                                                              |
| 2 octobre 2020    | La Réunion, Mayotte et Maurice | Deuxième arrivée sur le reste du territoire français.                                                                                       |
| 17 novembre 2020  | Colombie, Mexique, Argentine, Chili, Uruguay, Pérou, Équateur, Guatemala, Costa Rica, Venezuela, Paraguay, Panama, Nicaragua, Honduras et République dominicaine, Brésil, Caraïbes | La langue espagnole est désormais disponible sur la platforme.                                                                              |
| 23 février 2021   | Singapour | Star dès le 23 février 2021 |
| 1er juin 2021     | Malaisie | |
| 30 juin 2021      | Thaïlande | |
| 27 octobre 2021   | Japon (nouveau contenu supplémentaire) | Deuxième arrivée sur le Soleil levant. |
| 12 novembre 2021  | Corée du Sud, Taïwan | |
| 16 novembre 2021  | Hong Kong | |
| 18 mai 2022       | Afrique du Sud | |
| 8 juin 2022       | Moyen-Orient ( Arabie saoudite, Bahreïn, Émirats arabes unis, Irak, Jordanie, Koweït, Liban, Oman, Palestine, Qatar, Yémen), Afrique du Nord ( Algérie, Égypte, Libye, Maroc, Tunisie) | La langue arabe est désormais disponible sur la platforme.                                                                                  |
| 14 juin 2022      | Europe ( Îles Åland, Albanie, Andorre, Bosnie-Herzégovine, Bulgarie, Croatie, Estonie, Îles Féroé, Gibraltar, Grèce, Hongrie, Kosovo, Lettonie, Liechtenstein, Lituanie, Macédoine du Nord, Malte, Monténégro, Roumanie, Saint-Marin, Serbie, Slovaquie, Slovénie, Pologne, Tchéquie, Turquie, Vatican), Polynésie française, Saint-Pierre-et-Miquelon, Terres australes et antarctiques françaises, Saint-Martin, Svalbard et ile Jan Mayen, Territoire britannique de l'océan Indien, Îles Pitcairn, Sainte-Hélène, Ascension et Tristan da Cunha. | Troisième expansion sur le continent européen.                                                                                              |
| 16 juin 2022      | Israël | |
| 17 novembre 2022  | Philippines | |
| début 2023        | Vietnam | |
| début 2025        | Ukraine | |

Disponibilité via d'autres services :
- En avril 2020, Disney dévoile qu'il n'est pas prévu de lancer le service partout dans le monde. Par conséquent, les productions du service pourront être diffusées sur d'autres services dans les pays concernés[130].
- Dans les pays du MENA (Mauritanie et Tchad), le contenu du service est distribué par OSN, via son service de streaming, à partir du 9 avril 2020. Une catégorie spéciale est ouverte pour distinguer le contenu de Disney+[130]. Cet accord est cependant rompu début 2021, Disney prévoyant de lancer Disney+ dans ces pays mi 2022[131].